# William Hope Hodgson
William Hope Hodgson (15 de noviembre de 1877-17 o 19 de abril de 1918) fue un autor de ficción inglés, cuyas obras influyeron a H. P. Lovecraft. Produjo una gran cantidad de ensayos, cuentos y novelas que abarcaron diversos géneros: horror, literatura fantástica y ciencia ficción.
Hodgson aprovechó su experiencia previa en mar abierto para brindarle mayor detalle a sus relatos, muchos de los cuales ocurren en el océano. A este grupo pertenecen sus cuentos que se han nombrado "Historias del Mar de los Sargazos" ("Sargasso Sea Stories"). Novelas como El reino de la noche y La casa en el confín de la tierra abordan temas de horror cósmico o cosmicismo. Otras, como Los botes del Glenn Carrig y Los piratas fantasmas, se basan en horrores asociados con los misterios oceánicos.
En una etapa temprana de su carrera como escritor se dedicó a la poesía; sin embargo, solo unos pocos de sus poemas fueron publicados durante su vida. También gozó de una cierta fama como fotógrafo, principalmente de escenas en mar abierto, así como un mayor reconocimiento por su dedicación al culturismo.
Murió combatiendo en la Primera Guerra Mundial, a la edad de 40 años.

## Biografía

### Primeros años y vida en el mar
Hodgson nació en Essex, hijo de Samuel Hodgson, un sacerdote anglicano, y su esposa Lissie Sarah Brown. Fue el segundo de doce hermanos, tres de los cuales murieron durante la infancia. La muerte infantil es un tema recurrente en algunas de las obras de Hodgson, incluyendo los relatos «The Valley of Lost Children», «The Sea-Horses», and «The Searcher of the End House».
El padre de Hodgson era continuamente transferido de una parroquia a otra; prestó servicio en 11 parroquias distintas en 21 años, incluyendo una en County Galway, Irlanda. Este lugar sirvió posteriormente como escenario para la novela de Hodgson La casa en el confín de la tierra.
A los trece años Hodgson abandonó el internado al que lo había enviado su familia, con la meta de enrolarse y hacerse marinero. Aunque fue descubierto y enviado de vuelta con su familia, finalmente recibió el permiso de su padre para convertirse en grumete. De este modo, en 1891 pudo comenzar un proceso de aprendizaje sobre la vida en el mar que duró cuatro años. Su padre murió poco tiempo después de la partida de Hodgson a causa de cáncer en la garganta, lo cual dejó a la familia en una situación de pobreza. Mientras William se encontraba fuera, la familia subsistió principalmente gracias a la caridad. En 1895 cuando terminó su periodo como aprendiz, Hodgson continuó con un periodo de dos años de estudios necesarios para certificarse como marinero en Liverpool. Tras aprobar los exámenes correspondientes y recibir su certificado como oficial naval, comenzó una carrera de varios años como marinero.
En el mar, Hodgson sufrió maltratos por parte de sus compañeros, lo que lo llevó a comenzar un programa de entrenamiento personal. En palabras de Sam Moskowitz:

«La razón principal detrás de su adiestramiento personal no fue la salud, sino la defensa propia. Su estatura relativamente corta y su rostro más bien atractivo lo convirtieron en un blanco ideal para los marineros con ganas de molestar a alguien. Cuando se disponían a hacerlo polvo, aprendían demasiado tarde que estaban tratando con uno de los hombres más fuertes, libra por libra, de todo el Reino Unido.»

El tema del grumete que es objeto de burla por parte de marineros más grandes, y la consecuente venganza del primero, también será un tema recurrente en su ficción.
Mientras estuvo embarcado, además de ejercitarse con pesas y un saco de boxeo, también incursionó en la fotografía. Capturó imágenes de huracanes, relámpagos, tiburones y auroras polares (aurora polaris). También sacó fotos de las plagas de gusanos que infestaban el alimento de los marineros. Además, acumuló una colección de sellos postales, perfeccionó su práctica de tiro y mantuvo diarios acerca de su experiencia en alta mar. En 1898 recibió la medalla al heroísmo por parte de la Royal Humane Society después de salvar a un compañero que había caído por la borda y quedar atrapado en aguas infestadas de tiburones.

### Culturismo, ensayos y obra poética
En 1899, a la edad de 22 años, inauguró la W. H. Hodgson's School of Physical Culture, en Blackburn, Inglaterra, un gimnasio en el cual enseñaba rutinas de ejercicio personalizadas. Entre sus alumnos se encontraban miembros de la policía local. En 1902 el mismo Hodgson, usando un juego de esposas suministrado por la policía de Blackburn, se encargó de esposar sobre un escenario al célebre mago y escapista Harry Houdini, quien como parte de su actuación recientemente había logrado escapar de la prisión local en Blackburn. El acto generó controversia, ya que Houdini tuvo problemas para liberarse y argumentó que Hodgson lo había lastimado, además de haber atascado las esposas intencionalmente.
Hodgson no le temía a la publicidad. Como parte de una escena acrobática, bajó en bicicleta por una calle tan empinada que contaba con escaleras. El hecho fue reportado en un periódico local. A pesar de su buena reputación, terminó por aceptar que su negocio de entrenamiento personal no era suficiente para ganarse la vida, en parte debido a que solo funcionaba por temporadas. Como resultado decidió cerrarlo y comenzar a escribir artículos especializados tal como «Physical Culture versus Recreative Exercises» (publicado en 1903). Uno de sus artículos, «Health from Scientific Exercise», incluía fotografías de Hodgson haciendo demostraciones de los ejercicios descritos. El mercado para tal tipo de artículos era entonces todavía limitado. Como resultado, y siguiendo la inspiración que le infundieron autores como Edgar Allan Poe, H. G. Wells, Jules Verne y Arthur Conan Doyle, volteó su atención hacia la narrativa de ficción y publicó su primer cuento, «The Goddess of Death», en 1904. A este le siguió poco después «A Tropical Horror». También hizo una contribución para la publicación The Grand Magazine, tomando el lado del «No» en un debate acerca de la pregunta «¿Vale la pena enrolarse en la marina mercante?» En esta contribución, Hodgson describió al detalle sus malas experiencias en el mar, incluyendo cifras y hechos relacionados con la paga. Esto propició la creación de un segundo artículo, publicado en The Nautical Magazine, consistente en una disertación en torno al tema de los aprendices de oficios. En aquella época, las familias eran normalmente obligadas a pagar para que sus hijos fueran aceptados como aprendices. Hodgson también comenzó a cobrar por impartir conferencias acerca de su experiencia en el mar, mismas que ilustraba con sus viejas fotografías a manera de diapositivas coloreadas.
Aunque escribió varios poemas, solo unos pocos fueron publicados durante su vida. Varios, tales como «Madre Mia», aparecieron a manera de dedicatorias en sus novelas. En una actitud aparentemente cínica acerca de las posibilidades de publicar poesía, en 1906 presentó un artículo en la revista The Author donde sugería que los poetas podrían ganar un extra redactando dedicatorias para lápidas. Muchos de su poemas fueron publicados por su viuda en dos ediciones póstumas. Sin embargo, hubo 48 poemas que no vieron la luz hasta que se incluyeron en la colección del 2005 The Lost Poetry of William Hope Hodgson.

### Carrera como escritor y matrimonio
El primer cuento de Hodgson fue «The Goddess of Death» (1904), para el cual se inspiró en una estatua de la diosa Flora que se encontraba en Corporation Park, Blackburn. La efigie presente en el relato cobra vida para vengarse de la gente que, previamente, la había hurtado de un templo en la India para llevarla a un pequeño pueblo en Inglaterra. La historia fue publicada en 1904 por The Royal Magazine.
En 1906, la revista norteamericana The Monthly Story Magazine publicó «From the Tideless Sea», que fue el primero dentro del grupo de cuentos conocido como historias del Mar de los Sargazos. Hodgson continuó vendiendo sus historias a revistas tanto norteamericanas como británicas por el resto de su carrera como escritor. Siempre tuvo un gran cuidado por conservar los derechos sobre las mismas para maximizar su remuneración.
Mientras aún vivía con su madre y en un marco de relativa pobreza, apareció en 1907 su primera novela, Los botes del Glenn Carrig, la cual recibió reseñas positivas. Hodgson también publicó «The Voice in the Night» en ese mismo año, además de «Through the Vortex of a Cyclone», una historia de corte realista inspirada en las experiencias del autor en alta mar e ilustrada con diapositivas coloreadas elaboradas a partir de sus propias fotografías. Hodgson también exploró el tema de barcos y ciclones en su relato «The Shamraken Homeward-Bounder», publicado en 1908. Ese mismo año, publicó su segunda novela, La casa en el confín de la tierra, por la que nuevamente recibió reseñas positivas. También publicó el cuento de ciencia ficción, no muy usual para su estilo, «Date 1965: Modern Warfare». Éste es una sátira al estilo de Jonathan Swift, en la cual sugiere que las guerras deben librarse con plumas y navajas, y los cadáveres deberían preservarse cuidadosamente para ser usados como alimento. Sin embargo, en las cartas enviadas a su editor y publicadas en la época, el autor expresó un profundo sentimiento patriótico.
En 1909 publicó "Out of the Storm", un relato corto de horror sobre "el lado mortal del mar," en el cual el protagonista recapacita acerca de cuan devastadores son los horrores de las tormentas en alta mar. De acuerdo con Moskowitz,

«Este relato es un manifiesto de emociones que van más allá de cualquier evidencia. Hodgson, cuyo éxito literario se basa principalmente en sus experiencias en el mar, en realidad odiaba y temía al océano con una intensidad que convirtió tal temor en su pasión.»

También en 1909, Hodgson publicó una novela más, Los piratas fantasmas. En el prefacio escribió:

«... completa lo que, tal vez, se pueda llamar una trilogía; pues aunque diferentes en su aproximación, cada uno de los tres libros trata acerca de conceptos íntimamente relacionados.» En lo que a él concierne, el autor consideró que con este título se cerró una puerta en una etapa particular de la construcción literaria llevada a cabo por su pensamiento.

La revista londinense The Bookman incluyó al respecto el siguiente comentario:

«Solo nos queda esperar que el Sr. Hodgson reconsidere su decisión, pues no tenemos noticia de que exista hoy en día alguna obra similar a lo creado por el autor».

Pese al éxito que tuvieron sus novelas entre la crítica, Hodgson no salió de la pobreza. En un intento por incrementar sus ingresos a partir de la venta de relatos cortos, desarrolló al primero de sus personajes recurrentes, Thomas Carnacki, parcialmente inspirado en el detective de lo oculto John Silence, creado por el autor Algernon Blackwood. Carnacki aparece en varios de sus cuentos más famosos. El primero de estos, «The Gateway of the Monster», se publicó en 1910 en The Idler. En 1910 Hodgson también publicó «The Captain of the Onion Boat», la cual era una historia no convencional que combina un relato marítimo con una historia de amor. Continuó publicando muchas historias y textos que no eran ficción. Su uso ocasional de situaciones y elementos reciclados para la creación de sus tramas llegó a veces a molestar a sus editores.
Su última novela publicada, El reino de la noche, apareció en 1912; es un texto largo de 200 000 palabras que parece ser el resultado del trabajo de varios años. Hodgson también trabajó en una versión de este texto en forma de novela corta de 20 000 palabras, la cual es conocida como El sueño de X. Posteriormente, continuó trabajando con géneros relacionados con la aventura y publicó «Judge Barclay's Wife», que era una aventura de tipo western, además de varias historias de misterio no sobrenatural, así como el cuento de ciencia ficción «The Derelict». Incluso publicó historias sobre la guerra (varios de los cuentos del Captain Gault tienen que ver con la guerra en el mar).
En 1912 Hodgson conoció a Betty Farnworth (1877-1943) familiarmente conocida como Bessie, una chica de Cheadle Hulme, cerca de Blackburn, quien escribía la columna «Agony» en la revista para mujeres Home Notes. Ambos tenían 35 años al casarse. Ella dejó su trabajo después de que se casaron el 26 de febrero de 1913 en el barrio londinense de Kensington. En marzo se mudaron al sur de Francia, en parte debido al costo barato de la vida en el lugar y su mejor clima. No llegaron a engendrar ningún hijo. Hodgson comenzó un texto titulado «Captain Dang (An account of certain peculiar and somewhat memorable adventures)» y siguió publicando cuentos dentro de varios géneros, si bien la estabilidad financiera siempre pareció algo elusiva. Aunque pensaban quedarse allí para siempre, al estallar la guerra en Europa, los Hogdson regresaron a Inglaterra.

### Últimos años, experiencia en la Primera Guerra Mundial y fallecimiento

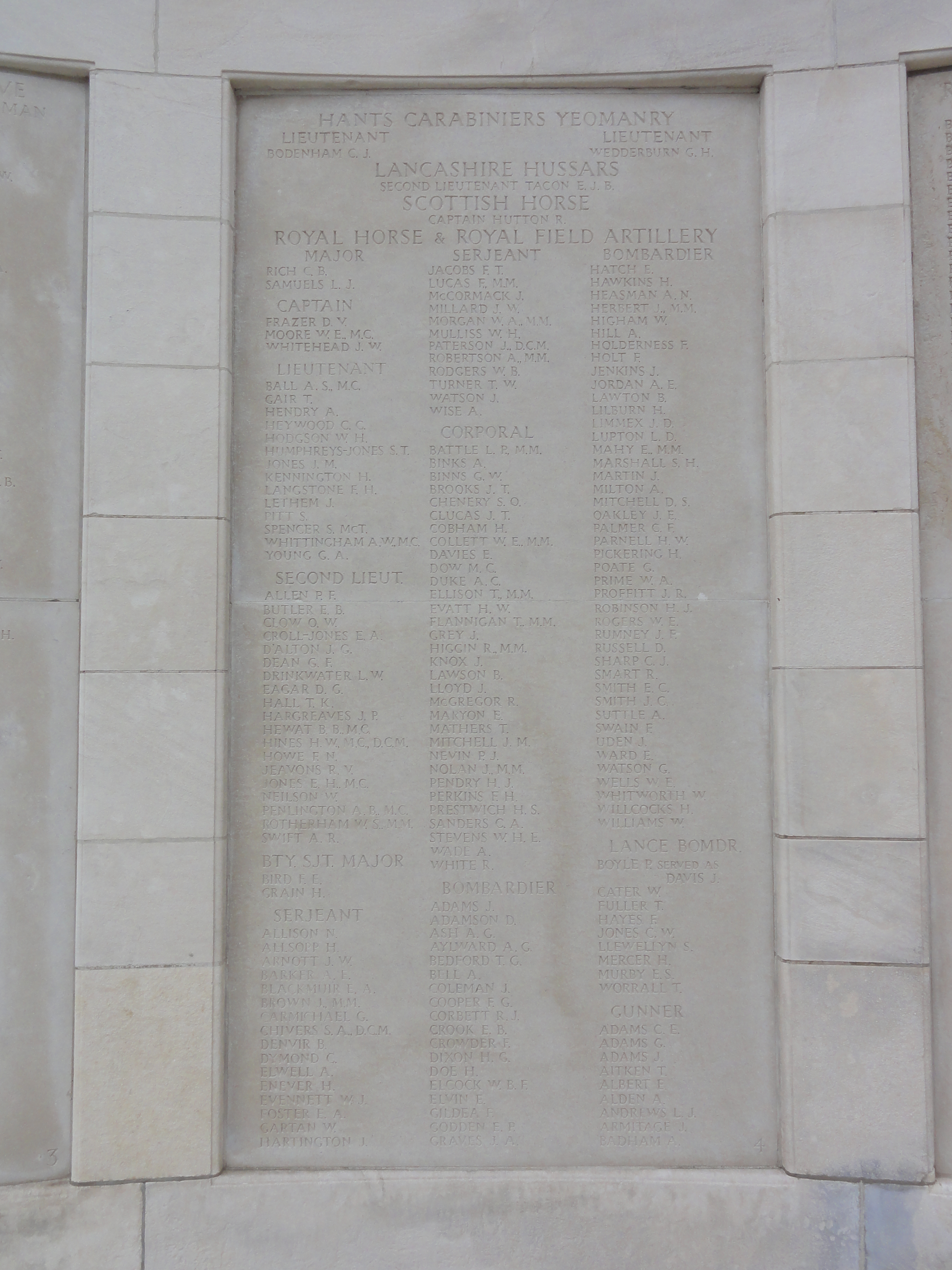
Placa n.° 4 del cementerio Tyne Cot en Zonnebeke, Bélgica, incluyendo a William Hope Hodgson.

Hodgson se unió a los Officers' Training Corps de la Universidad de Londres. Negándose a tener algo que ver con el mar dada su experiencia previa, y pese a su condición como Third Mate certificado, recibió el cargo de teniente en la Royal Artillery. Cayó de un caballo en 1916, lo cual le ocasionó una quijada rota y una lesión severa en la cabeza; como resultado, recibió una licencia obligatoria y retomó las letras.
Renuente a permanecer en casa detrás de las líneas, se recuperó lo necesario para realistarse. Los artículos y cuentos de este periodo reflejan su experiencia en la guerra. Murió pulverizado por el disparo de un obús de artillería enemiga durante la Cuarta Batalla de Ypres, Bélgica, en abril de 1918. Las fuentes sugieren que el hecho ocurrió entre los días 17 y 19 del mes. Fue homenajeado en un artículo aparecido en The Times el 2 de mayo de 1918. La revista norteamericana Adventure, la misma que había publicado algunas de sus historias, también presentó un obituario, el cual era la reimpresión de un recorte de periódico en el que describía la forma en que Hodgson había guiado a un grupo de suboficiales a encontrar resguardo tras recibir un ataque de fuego enemigo.
Su viuda no volvió a casarse, permaneciendo hasta su muerte fiel a su memoria y haciendo todo lo posible para que las obras de su esposo se reeditaran y no cayeran en el olvido.

## Novelas
- Los botes del Glen Carrig (1907)
- La casa en el confín de la tierra (1908)
- Los piratas fantasmas (1909)
- El reino de la noche  (1912)
- El sueño de X (1912, versión de El reino de la noche en novela corta de 20 000 palabras)

## Hodgson y Lovecraft
Hodgson y sus obras influyeron de manera importante en la obra de H. P. Lovecraft. Este lo menciona en su ensayo «El horror sobrenatural en la literatura», criticándolo en unos aspectos y elogiándolo en otros.
Con respecto a El reino de la noche, Lovecraft pondera la creatividad del escritor y su desbordante imaginación al recrear un mundo devastado, especie de antiutopía futurista en la que la lucha entre los últimos seres humanos y las fuerzas de la oscuridad parecen no tener fin. Pese a que Lovecraft encuentra algunas objeciones para su estilo, un tanto anticuado y recargado, alaba por otro lado las obras en sí, especialmente la innovación que estas supusieron. Tal es el caso de La casa en el confín de la tierra, en la cual Lovecraft se inspiró en parte para la creación de algunos de sus relatos sobre criaturas primigenias que aguardan para retomar el control de la tierra (grupo de cuentos conocidos por algunos lectores y críticos como «Los Mitos de Cthulhu»).

## Obras selectas traducidas al español
Gracias a la mención positiva de Hodgson en su ensayo, Lovecraft lograría que el nombre del escritor no cayera en el olvido y que sus obras no se perdieran para siempre. En años recientes su obra ha recibido una mayor atención por parte de editoriales en español. La siguiente es una lista selecta de traducciones de su obra a dicha lengua:
- El reino de la noche. Francisco Arellano, Editor (1978)
- Carnacki, el cazafantasmas. Anaya. Col. Última Thule (1992)
- La nave abandonada y otros. Valdemar. Club Diógenes, 67 (1997)
- La casa en el confín de la tierra. Valdemar. Club Diógenes, 93 (1998)
- Un horror tropical y otros. Valdemar. Club Diógenes, 118 (1999)
- Los piratas fantasmas. Valdemar. Club Diógenes, 129 (1999)
- Los botes del Glen Carrig. Valdemar. Club Diógenes, 180 (2002)
- Los mares grises sueñan con mi muerte. Cuentos completos de terror en el mar. Valdemar. Gótica, 82 (2014)
- El reino de la noche. Hermida Editores (2015)
- La casa en los confines de la Tierra. Hermida Editores (2015)
- El reino de la noche. Valdemar. Gótica, 105 (2016)
- Trilogía del Abismo, incluye Los botes del Glen Carrig, La casa en el confín de la Tierra y Los piratas fantasmas. Valdemar. Gótica, 58 (2005, reedición 2021)